# グラス・スパイダー・ツアー

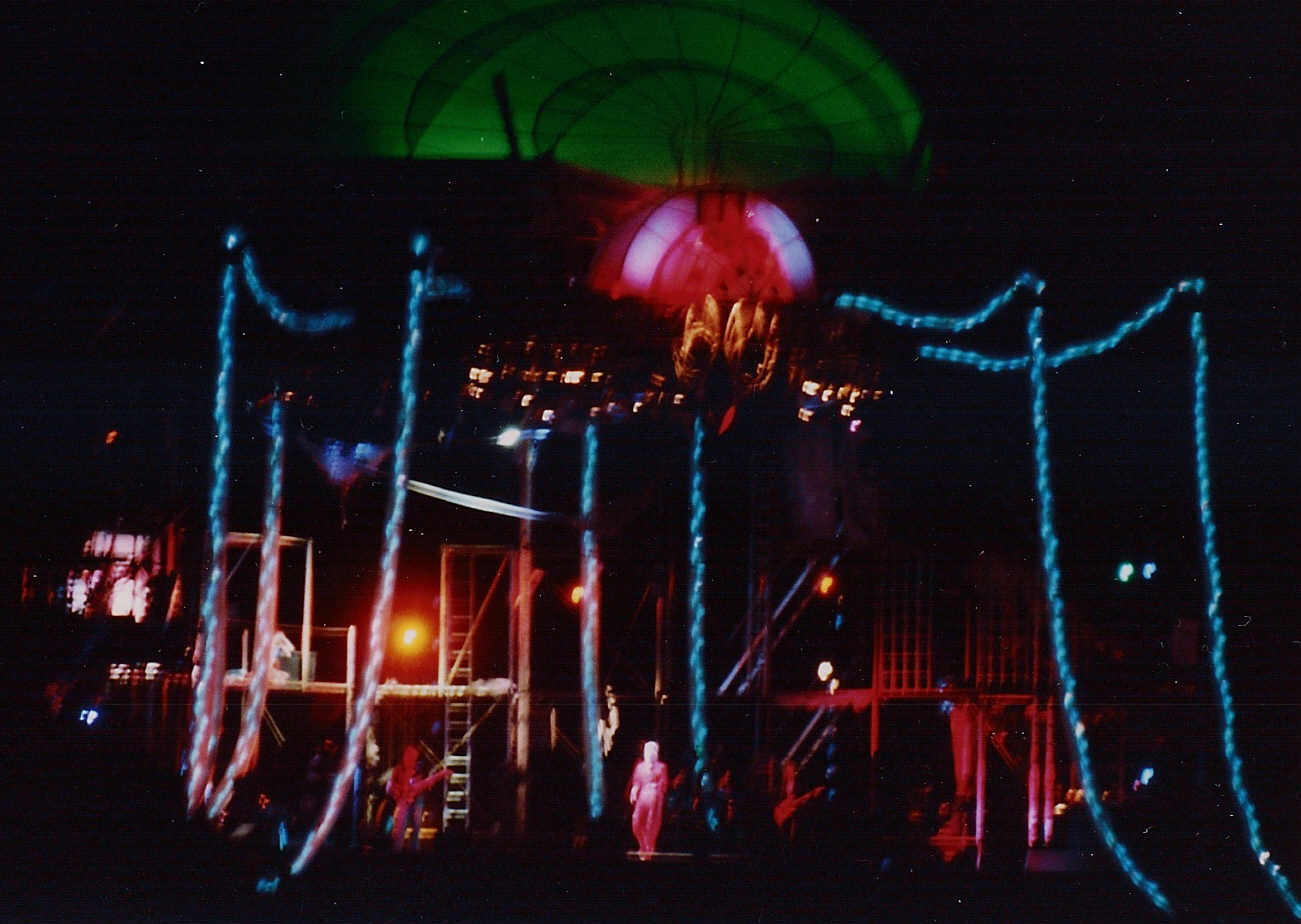
グラス・スパイダー・ツアーのステージの全景 (6月7日ニュルブルク公演)

グラス・スパイダー・ツアー（英語: Glass Spider Tour）は、イギリスのミュージシャンであるデヴィッド・ボウイが1987年に行った、アルバム『ネヴァー・レット・ミー・ダウン』のリリースに伴うコンサート・ツアー。ツアーの名前は、『ネヴァー・レット・ミー・ダウン』に収録されている同名の曲から取られている。
11月にシドニーで行われた8つの公演は撮影され、1988年に映像作品『グラス・スパイダー』としてリリースされた。また、2007年にDVD化され時には、8月30日のモントリオール公演のCDとセットでリリースされた。

## セットリスト
これは1987年8月30日にカナダのモントリオールで行われたライブのセットリストであり、ツアー期間中の全てのセットリストを表すものではない。
1. パープル・ヘイズ
2. ギター・ソロ
3. アップ・ザ・ヒル・バックワーズ（英語版）
4. グラス・スパイダー
5. アップ・ザ・ヒル・バックワーズ (リプライズ)
6. デイ・イン・デイ・アウト（英語版）
7. バン・バン（英語版）
8. ビギナーズ（英語版）
9. ラヴィング・ジ・エイリアン（英語版）
10. チャイナ・ガール
11. 愛しき反抗
12. ファッション（英語版）
13. スケアリー・モンスターズ (アンド・スーパー・クリープス)（英語版）
14. ネヴァー・レット・ミー・ダウン（英語版）
15. ビッグ・ブラザー
16. 永遠に周り続ける骸骨家族の歌
17. '87・アンド・クライ
18. ヒーローズ
19. 沈黙の時代の子供たち（英語版）
20. ヤング・アメリカンズ
21. ジーン・ジニー（英語版）
22. レッツ・ダンス
23. フェイム
24. 時間（英語版）
25. ブルー・ジーン（英語版）
26. モダン・ラヴ（英語版）

## 演奏された曲
『世界を売った男』から
- オール・ザ・マッドメン

『アラジン・セイン』から
- 時間
- ジーン・ジニー

『ダイアモンドの犬』から
- 愛しき反抗
- ビッグ・ブラザー
- 永遠に周り続ける骸骨家族の歌

『ヤング・アメリカンズ』から
- ヤング・アメリカンズ
- フェイム

『ヒーローズ』から
- ヒーローズ
- 沈黙の時代の子供たち

『スケアリー・モンスターズ』から
- アップ・ザ・ヒル・バックワーズ
- スケアリー・モンスターズ (アンド・スーパー・クリープス)
- ファッション

『レッツ・ダンス』から
- モダン・ラヴ
- チャイナ・ガール
- レッツ・ダンス

『ジギー・スターダスト・ザ・モーション・ピクチャー』から
- ホワイト・ライト/ホワイト・ヒート

『トゥナイト』から
- ラヴィング・ジ・エイリアン
- ダンシング・ウィズ・ザ・ビッグ・ボーイズ
- ブルー・ジーン

『ネヴァー・レット・ミー・ダウン』から
- デイ・イン・デイ・アウト
- タイム・ウィル・クロール
- ビート・オブ・ユア・ドラム
- ネヴァー・レット・ミー・ダウン
- ズィーロウズ
- グラス・スパイダー
- ニューヨークス・イン・ラヴ
- '87・アンド・クライ
- バン・バン

その他の曲
- ビギナーズ
- アイ・ワナ・ビー・ユア・ドッグ
- ラベンダーズ・ブルー
- ロンドン橋落ちた
- 黒い戦争
- フー・ウィル・バイ?

## 参加メンバー
ミュージシャン
- デヴィッド・ボウイ – リード・ボーカル、ギター
- ピーター・フランプトン - ギター、リード・ボーカル、バッキング・ボーカル
- チャーリー・セクストン - ギター、バッキング・ボーカル
- カルロス・アロマー（英語版） - ギター、バッキング・ボーカル、音楽監督[3]
- カーマイン・ロハス（英語版） - ベースギター
- アラン・チャイルズ - ドラムス
- エルダル・キジルケイ（英語版） - キーボード、トランペット、コンガ、ヴァイオリン、バッキング・ボーカル
- リチャード・コトル - キーボード、サクソフォーン、タンバリン、バッキング・ボーカル

ツアーダンサー
- メリッサ・ハーリー
- コンスタンス・マリー
- クレイグ・アレン・ロースウェル
- ヴィクトル・マノエル（英語版）
- スティーブン・ニコルズ
- トニー・バジル (振付)

ツアーデザイン
- アレン・ブラントン - 照明デザイン
- マーク・ラヴィッツ - セットデザイン
- クリスティン・ストランド - ビデオディレクター[4]

## ツアー日程
| 日付           | 都市                    | 国                      | 会場                                         | 観客数          |
| ヨーロッパ     | ヨーロッパ              | ヨーロッパ              | ヨーロッパ                                   | ヨーロッパ      |
| -------------- | ----------------------- | ----------------------- | -------------------------------------------- | --------------- |
| 1987年5月30日  | ロッテルダム            | オランダ                | フェイエノールト・スタディオン               | 60,000          |
| 1987年5月31日  | ロッテルダム            | オランダ                | フェイエノールト・スタディオン               | 60,000          |
| 1987年6月2日   | ウェルフテル            | ベルギー                | ロック・ウェルフテル                         | 不明            |
| 1987年6月6日   | 西ベルリン / 東ベルリン | 西ベルリン / 東ベルリン | プラッツ・デア・レプブリック                 | 85,000          |
| 1987年6月7日   | ニュルブルク            | 西ドイツ                | ロック・アム・リング                         | 不明            |
| 1987年6月9日   | フィレンツェ            | イタリア                | スタディオ・コムナーレ                       | 50,000 – 70,000 |
| 1987年6月10日  | ミラノ                  | イタリア                | サン・シーロ                                 | 70,000          |
| 1987年6月13日  | ハンブルク              | 西ドイツ                | フェストヴィーゼ・アム・シュタットパーク     | 不明            |
| 1987年6月15日  | ローマ                  | イタリア                | スタディオ・フラミニオ                       | 30,000          |
| 1987年6月16日  | ローマ                  | イタリア                | スタディオ・フラミニオ                       | 30,000          |
| 1987年6月19日  | ロンドン                | イングランド            | ウェンブリー・スタジアム                     | 70,000          |
| 1987年6月20日  | ロンドン                | イングランド            | ウェンブリー・スタジアム                     | 70,000          |
| 1987年6月21日  | カーディフ              | ウェールズ              | 国立競技場                                   | 50,000          |
| 1987年6月23日  | サンダーランド          | イングランド            | ローカー・パーク                             | 36,000          |
| 1987年6月27日  | ヨーテボリ              | スウェーデン            | エリクスバーグ                               | 45,000          |
| 1987年6月28日  | リヨン                  | フランス                | スタッド・ジェルラン                         | 不明            |
| 1987年7月1日   | ウィーン                | オーストリア            | プラーターシュターディオン                   | 不明            |
| 1987年7月3日   | ラ・クールヌーヴ        | フランス                | ジョルジュ＝ヴァルボン州立公園               | 不明            |
| 1987年7月4日   | トゥールーズ            | フランス                | スタジアム・ドゥ・トゥールーズ               | 不明            |
| 1987年7月6日   | マドリード              | スペイン                | エスタディオ・ビセンテ・カルデロン           | 不明            |
| 1987年7月7日   | バルセロナ              | スペイン                | ミニ・エスタディ                             | 不明            |
| 1987年7月8日   | バルセロナ              | スペイン                | ミニ・エスタディ                             | 不明            |
| 1987年7月11日  | スレーン                | アイルランド            | スレーン・フェスティバル                     | 50,000          |
| 1987年7月14日  | マンチェスター          | イングランド            | メイン・ロード                               | 不明            |
| 1987年7月15日  | マンチェスター          | イングランド            | メイン・ロード                               | 不明            |
| 1987年7月17日  | ニース                  | フランス                | スタッド・ド・ルゥエスト                     | 不明            |
| 1987年7月18日  | トリノ                  | イタリア                | スタディオ・コムナーレ・ディ・トリノ         | 不明            |
| 北米           |                         |                         |                                              |                 |
| 1987年7月30日  | フィラデルフィア        | アメリカ合衆国          | ベテランズ・スタジアム                       | 50,000          |
| 1987年7月31日  | フィラデルフィア        | アメリカ合衆国          | ベテランズ・スタジアム                       | 不明            |
| 1987年8月2日   | イーストラザフォード    | アメリカ合衆国          | ジャイアンツ・スタジアム                     | 不明            |
| 1987年8月3日   | イーストラザフォード    | アメリカ合衆国          | ジャイアンツ・スタジアム                     | 不明            |
| 1987年8月7日   | サンノゼ                | アメリカ合衆国          | スパルタン・スタジアム                       | 29,000          |
| 1987年8月8日   | アナハイム              | アメリカ合衆国          | アナハイム・スタジアム                       | 50,000          |
| 1987年8月9日   | アナハイム              | アメリカ合衆国          | アナハイム・スタジアム                       | 不明            |
| 1987年8月12日  | デンバー                | アメリカ合衆国          | マイル・ハイ・スタジアム                     | 不明            |
| 1987年8月14日  | ポートランド            | アメリカ合衆国          | シビック・スタジアム                         | 不明            |
| 1987年8月15日  | バンクーバー            | カナダ                  | BCプレイス・スタジアム                       | 35,000          |
| 1987年8月17日  | エドモントン            | カナダ                  | コモンウェルス・スタジアム                   | 不明            |
| 1987年8月19日  | ウィニペグ              | カナダ                  | ウィニペグ・スタジアム                       | 25,000          |
| 1987年8月21日  | ローズモント            | アメリカ合衆国          | ローズモント・ホライズン                     | 不明            |
| 1987年8月22日  | ローズモント            | アメリカ合衆国          | ローズモント・ホライズン                     | 不明            |
| 1987年8月24日  | トロント                | カナダ                  | エキシビション・スタジアム                   | 不明            |
| 1987年8月25日  | トロント                | カナダ                  | エキシビション・スタジアム                   | 不明            |
| 1987年8月28日  | オタワ                  | カナダ                  | ランズダウン・パーク                         | 29,000          |
| 1987年8月30日  | モントリオール          | カナダ                  | オリンピック・スタジアム                     | 45,000          |
| 1987年9月1日   | ニューヨーク            | アメリカ合衆国          | マディソン・スクエア・ガーデン               | 不明            |
| 1987年9月2日   | ニューヨーク            | アメリカ合衆国          | マディソン・スクエア・ガーデン               | 不明            |
| 1987年9月3日   | フォックスボロ          | アメリカ合衆国          | サリバン・スタジアム                         | 61,000          |
| 1987年9月6日   | チャペルヒル            | アメリカ合衆国          | ディーン・スミス・センター                   | 不明            |
| 1987年9月7日   | チャペルヒル            | アメリカ合衆国          | ディーン・スミス・センター                   | 不明            |
| 1987年9月10日  | ミルウォーキー          | アメリカ合衆国          | マーカス・アンフィシアター                   | 不明            |
| 1987年9月11日  | ミルウォーキー          | アメリカ合衆国          | マーカス・アンフィシアター                   | 不明            |
| 1987年9月12日  | ポンティアック          | アメリカ合衆国          | ポンティアック・シルバードーム               | 不明            |
| 1987年9月14日  | レキシントン            | アメリカ合衆国          | ラップ・アリーナ                             | 不明            |
| 1987年9月18日  | マイアミ                | アメリカ合衆国          | マイアミ・オレンジボウル                     | 不明            |
| 1987年9月19日  | タンパ                  | アメリカ合衆国          | タンパ・スタジアム                           | 不明            |
| 1987年9月21日  | アトランタ              | アメリカ合衆国          | オムニ・コロシアム                           | 不明            |
| 1987年9月22日  | アトランタ              | アメリカ合衆国          | オムニ・コロシアム                           | 不明            |
| 1987年9月25日  | ハートフォード          | アメリカ合衆国          | ハートフォード・シビック・センター           | 不明            |
| 1987年9月28日  | ランドーバー            | アメリカ合衆国          | キャピタル・センター                         | 不明            |
| 1987年9月29日  | ランドーバー            | アメリカ合衆国          | キャピタル・センター                         | 不明            |
| 1987年10月1日  | セントポール            | アメリカ合衆国          | セントポール・シビック・センター             | 不明            |
| 1987年10月2日  | セントポール            | アメリカ合衆国          | セントポール・シビック・センター             | 不明            |
| 1987年10月4日  | カンザスシティ          | アメリカ合衆国          | ケンパー・アリーナ                           | 不明            |
| 1987年10月6日  | ニューオーリンズ        | アメリカ合衆国          | ルイジアナ・スーパードーム                   | 不明            |
| 1987年10月7日  | ヒューストン            | アメリカ合衆国          | ザ・サミット                                 | 不明            |
| 1987年10月8日  | ヒューストン            | アメリカ合衆国          | ザ・サミット                                 | 不明            |
| 1987年10月10日 | ダラス                  | アメリカ合衆国          | リユニオン・アリーナ                         | 不明            |
| 1987年10月11日 | ダラス                  | アメリカ合衆国          | リユニオン・アリーナ                         | 不明            |
| 1987年10月13日 | ロサンゼルス            | アメリカ合衆国          | ロサンゼルス・メモリアル・スポーツ・アリーナ | 不明            |
| 1987年10月14日 | ロサンゼルス            | アメリカ合衆国          | ロサンゼルス・メモリアル・スポーツ・アリーナ | 不明            |
| オセアニア     |                         |                         |                                              |                 |
| 1987年10月29日 | ブリスベン              | オーストラリア          | ブリスベン・エンターテイメント・センター     | 不明            |
| 1987年10月30日 | ブリスベン              | オーストラリア          | ブリスベン・エンターテイメント・センター     | 不明            |
| 1987年11月3日  | シドニー                | オーストラリア          | シドニー・エンターテイメント・センター       | 不明            |
| 1987年11月4日  | シドニー                | オーストラリア          | シドニー・エンターテイメント・センター       | 不明            |
| 1987年11月6日  | シドニー                | オーストラリア          | シドニー・エンターテイメント・センター       | 不明            |
| 1987年11月7日  | シドニー                | オーストラリア          | シドニー・エンターテイメント・センター       | 不明            |
| 1987年11月9日  | シドニー                | オーストラリア          | シドニー・エンターテイメント・センター       | 不明            |
| 1987年11月10日 | シドニー                | オーストラリア          | シドニー・エンターテイメント・センター       | 不明            |
| 1987年11月13日 | シドニー                | オーストラリア          | シドニー・エンターテイメント・センター       | 不明            |
| 1987年11月14日 | シドニー                | オーストラリア          | シドニー・エンターテイメント・センター       | 不明            |
| 1987年11月18日 | メルボルン              | オーストラリア          | コーヨン・スタジアム                         | 不明            |
| 1987年11月20日 | メルボルン              | オーストラリア          | コーヨン・スタジアム                         | 不明            |
| 1987年11月21日 | メルボルン              | オーストラリア          | コーヨン・スタジアム                         | 不明            |
| 1987年11月23日 | メルボルン              | オーストラリア          | コーヨン・スタジアム                         | 不明            |
| 1987年11月28日 | オークランド            | ニュージーランド        | ウエスタン・スプリングス・スタジアム         | 不明            |